# Petrus Jacobus Joubert
Petrus Jacobus Joubert meglio conosciuto come Piet Joubert (Cango, 20 gennaio 1831 o 1834 – Pretoria, 28 marzo 1900) è stato un politico e generale boero.
Alleato e, allo stesso tempo rivale di Paul Kruger, fu vice presidente e Comandante Generale della Repubblica Sudafricana del Transvaal.

## Gioventù: un autodidatta del Transvaal
Piet Joubert nacque a Cango, nel distretto di Oudtshoorn, nella Colonia del Capo, discendente di francesi Ugonotti trasferitosi nell'Africa meridionale subito dopo la revoca dell'Editto di Nantes (1685) da parte di Luigi XIV.
Egli era figlio di un povero agricoltore missionario che nel 1837 partecipò, con la sua famiglia, al Great Trek nel convoglio di Piet Retief diretti verso il Natal.
Dopo la vittoria di Blood River ottenuta dai Boeri sugli Zulu, i suoi genitori si stabilirono a Pietermaritzburg, dove, nel 1843, suo padre morì.
Dopo questo evento luttuoso, la famiglia versò nella più profonda indigenza.
Con la madre si trasferì nel Transvaal, nel distretto di Wakkerstroom, ai confini nord orientali del Natal, stabilendosi nella fattoria chiamata Rustfontein vicino Laing's Nek.
Joubert fu un giovane molto curioso, assetato di conoscenza: egli aveva una apertura mentale rara presso i Boeri dei suoi tempi.
Allo stesso modo, diversamente dai suoi connazionali, non considerava affatto il denaro come una maledizione divina.
Si diede all'agricoltura, all'allevamento e al commercio con grande successo, si arricchì, acquistò terreni ed immobili, aprì alcuni negozi e allo stesso tempo fu uno dei primi azionisti delle miniere d'oro del Transvaal.
Non ebbe una scolarizzazione regolare, fu piuttosto un autodidatta, rivolgendo la sua attenzione allo studio del diritto.

## Carriera politica
La stima che si guadagnò per la sua perspicacia sia nelle attività economiche che negli affari legali lo portò prima alla elezione a Veldkornet nel 1855 e poi, a quella, più prestigiosa, di deputato del Volksraad, come membro del distretto di Wakkerstroom, all'inizio degli anni '60, all'epoca del secondo mandato presidenziale di Marthinus Wessel Pretorius.
Nel 1870 venne rieletto deputato, e la sua conoscenza delle materie legali gli assicurarono la nomina a procuratore generale della Repubblica, una sorta di Ministro della Giustizia.
L'apice della carriera politica avvenne quando, come vicepresidente, assunse l'interim della Presidenza della Repubblica fra il febbraio 1875 e l'aprile 1876 all'epoca del viaggio in Europa del Presidente Thomas François Burgers.

## Annessione Britannica del Transvaal
L'annessione britannica della Repubblica del Transvaal, avvenuta nel 1877 eccitò il patriottismo di Joubert. Come vicepresidente, determinato a restaurare l'indipendenza della sua nazione, insieme al presidente Paul Kruger, tentò di superare le differenze fra i Boeri, cercando di formare un fronte unico, negoziando con i Britannici e incontrando alti funzionari fra Londra e il Sudafrica.
In questo periodo egli si guadagnò la fama di patriota intransigente e coerente, rifiutando di mantenere la sua carica in un paese non indipendente, così come fece Kruger e altre personalità di spicco boere.
Dopo che i tentativi di pace furono esauriti, i leader boeri, a malincuore diedero inizio e sostennero la ribellione contro gli inglesi nel dicembre 1880: infatti, invece di accettare le vantaggiose cariche, offerte loro dagli occupanti, Joubert ebbe un ruolo di primo piano nel dare avvio e dirigere la ribellione e la guerra (detta prima guerra boera) del 1880-1881, diventando alla fine, come Comandante Generale delle forze boere, membro del triumvirato (formato anche da Pretorius e da Kruger) che amministrò il governo provvisorio del Transvaal indipendente, messo in piedi a Heidelberg nel dicembre 1880.
Ma mentre Kruger si occupò degli aspetti politici del conflitto, Joubert, come Comandante Generale, guidò i suoi burghers alla vittoria contro gli Inglesi a Laing's Nek, Ingogo e Majuba Hill.
Dopo le vittorie militari egli prese parte ai primi negoziati di pace che poi condussero alla Convenzione di Pretoria (1881) che restaurò l'indipendenza del Transvaal.

## Carriera politica successiva
Le sue vedute più progressiste lo portarono continuamente in urto con Paul Kruger, portandolo a sfidare quest'ultimo alla carica di presidente nelle elezioni del 1883, ma Joubert venne sconfitto nettamente (3431 per Kruger contro i 1171 di Joubert).
Mantenne la carica di vicepresidente, ed esercitando l'ufficio di presidente durante l'assenza di Kruger per un viaggio a Londra (dal settembre 1883 al luglio 1884) cercò di estendere i confini del Transvaal, ma al suo ritorno Kruger mise un freno ai suoi sforzi.
Le differenze fra i due divennero più nette quando Joubert si appoggiò la comunità anglofona degli uitlanders, rivelandosi contrario all'influenza dell'elemento olandese nel governo di Kruger.
Nel 1888 sfidò di nuovo Kruger per la carica di presidente ma venne nuovamente sconfitto.
Cinque anni dopo ci riprovò, rappresentando quella parte di afrikaner relativamente più progressista, che era favorevole, in una certa misura, a venire incontro alle lamentele degli uitlanders, fra le quali il diritto di voto, negato agli anglofoni, popolazione sempre più numerosa che cresceva soprattutto nel distretto del Witwatersrand, sede delle miniere di oro e diamanti.
I risultati elettorali diedero ancora ragione al Presidente, anche se di misura (7911 a 7240) ma ci furono buone ragioni per credere che le liste elettorali fossero state manipolate dagli agenti fedeli a Kruger.
Dopo aver contestato tali risultati Joubert si adeguò, riconobbe la sconfitta e Kruger divenne Presidente per un terzo mandato.
Nel 1898, Joubert si presentò di nuovo alle elezioni, ma stavolta, a causa del Jameson Raid che aveva portato alle stelle la popolarità di Kruger, la sconfitta fu netta (12.858 per Kruger, 2.001 per Joubert).
La posizione di Joubert si era ulteriormente indebolita a causa delle accuse di tradimento rivolte nei suoi confronti per le simpatie verso le richieste e le agitazioni degli uitlanders.

## Seconda guerra boera
Joubert non era favorevole alla guerra e patrocinò, fino all'ultimo, una politica di riconciliazione con i Britannici, ma fu escluso dai negoziati e dai colloqui che poi culminarono nell'ultimatum spedito alla Gran Bretagna nel 1899.
Nonostante ciò, allo scoppio di quella che sarà chiamata la seconda guerra boera (1899-1902) egli assunse il comando nominale delle operazioni militari per lo Stato del Transvaal, per poi delegare il comando effettivo ad altri generali a causa della sua incapacità o negligenza nell'imporre la sua volontà su questi comandanti.
La sua natura prudente, che in gioventù gli aveva fatto affibbiare il nomignolo di slim Piet (intelligente, ingegnoso Piet) unita ad una mancanza di determinazione e di concretezza che caratterizzò la sua intera carriera, lo condusse ad agire per lo più sulla difensiva; per cui le prime offensive boere come quelle che portarono alle vittorie di Elandslaagte e Willow Grange no sembrarono pianificate né realizzate da lui.
Questa strategia difensiva fu pesantemente contestata: infatti fu accusato di non aver sostenuto a dovere le offensive boere caratterizzata da numerose vittorie all'inizio delle ostilità (ottobre 1899 – gennaio 1900), che avrebbero potuto mettere rapidamente la parola fine al conflitto, volgendolo a favore dei Boeri.
In effetti Joubert era un uomo di pace, che avrebbe offerto concessioni al nemico pur di non dover sacrificare i suoi uomini.
Sebbene fosse un soldato valoroso, si può dire, a posteriori, che non fu lungimirante nel pianificare le manovre militari, e la sua estrema cautela e l'inclinazione a combattere una guerra difensiva impedì ai Boeri di approfittare dei successi iniziali.
Un esempio di questo comportamento è dato dal seguente episodio: dopo il successo dei Boeri nella battaglia di Ladysmith egli si oppose alla richiesta di Louis Botha di dare il colpo di grazia alle truppe britanniche in ritirata dicendo che "quando Dio ti concede un dito non prenderti l'intera mano".
Egli fece solo un tentativo di conquistare Ladysmith, nella battaglia di Platrand, essendo soddisfatto di ciò invece di porla sotto assedio.
Fu lui a permettere all'Italiano Camillo Ricchiardi, già ufficiale di cavalleria a organizzare i "commando", truppe veloci che colpivano gli inglesi all'improvviso organizzando colpi di mano ed incursioni. Camillo Ricchiardi grazie all'appoggio di Joubert poté formare la Legione Italiana, un gruppo formato soprattutto da suoi connazionali che abitavano in Sud Africa, o che erano accorsi come volontari contro gli inglesi.
La nipote Myra Francisca Guttman Joubert si sposò in seguito con Ricchiardi.

## La morte
In effetti, colpito da peritonite, Joubert non poteva presiedere alle offensive boere. La malattia portò il generale ad un ritiro virtuale dalle operazioni, anche se due giorni prima di morire risultava, ufficialmente ancora il Comandante Generale supremo dei Boeri.
Egli morì a Pretoria il 28 marzo 1900.
Sir Gorge White, comandante delle forze britanniche a Ladysmith, riassunse il carattere di Joubert quando lo definì "un soldato e un gentiluomo, un nemico coraggioso e degno di onori".
C'è da dire che subì critiche alla sua strategia fin quasi sul letto di morte: infatti due o tre giorni prima di morire, i comandanti boeri Christiaan De Wet, Koos De La Rey e Lous Botha lo incontrarono in un summut a Kroonstad dove lo accusarono di essere troppo tenero con i britannici, rinfacciandogli la frase citata sopra ("quando Dio ti concede un dito non prenderti l'intera mano"). 

## Origini
Piet Joubert era discendente di Pierre Joubert, francese della regione della Provenza, che fu uno degli 800 ugonotti francesi giunti in Africa del Sud nel 1688.
Joubert è uno dei cognomi che hanno mantenuto la grafia e la pronuncia originaria ed è molto diffuso fra gli afrikaner.

## Riconoscimenti
In suo onore fu chiamata la città di Pietersburg in Transvaal settentrionale (odierna Polokwane, provincia del Limpopo).

## Aspetto fisico
Egli era in uomo corpulento: circa 1,70 m, molto robusto e con una folta barba.

## Discendenti
Un nipote di Piet Joubert, Fritz Joubert Duquesne, fu una spia boera contro gli inglesi e, più tardi, una delle più famose spie a favore della Germania in entrambe le Guerre Mondiali.